# Monticello, Indiana
Monticello är en stad (city) i den amerikanska delstaten Indiana med en yta av 7,8 km² och en folkmängd, som uppgår till 5 723 invånare (2000). Monticello är administrativ huvudort i White County.

## Kända personer från Monticello
- DJ Ashba, gitarrist och låtskrivare
- Charles S. Hartman, politiker